# Franz Frimmel
Franz Frimmel, auch Franz Frimmel von Traisenau oder František Frimmel von Traisenau, (* 6. April 1888 in Wien; † 19. November 1957 in Olomouc) war ein österreichisch-tschechischer Botaniker. Er war Pionier der europäischen Pflanzenzüchtung.

## Leben
Franz Frimmel studierte Botanik an der Universität Wien. Er war während seines Studiums eng mit dem Physiker Erwin Schrödinger befreundet.
Frimmel wurde ordentlicher Professor und Ordinarius für Landwirtschaft an der Deutschen Technischen Hochschule Brünn.
1918 wurde Franz Frimmel Leiter des 1912 gegründeten Mendel-Institutes für Genetik und Pflanzenzüchtung in Eisgrub in Nachfolge des Wiener Professors Erich Tschermak-Seysenegg. Er war zudem Professor  für landwirtschaftliche Botanik an der 1919 gegründeten Mendel-Universität für Land- und Forstwirtschaft Brünn (MUAF). Frimmel war Vorreiter in der Pflanzenzüchtung und wurde mit seinen Forschungen zur Aufzucht von Obstpflanzen, insbesondere von Tomaten, international bekannt. Im Jahr 1939 wurde er zum Mitglied der Leopoldina gewählt.
Frimmel blieb in der Tschechoslowakei, wo er bis zu seinem Tod 1957 ein Tabakforschungsinstitut in Olmütz leitete.
Sein Herbarium wurde in das Herbarium des heutigen Instituts für Botanik und Zoologie der Masaryk-Universität in Brünn (BRNU) eingegliedert.

## Schriften
- Die untere Kutikula des Taxus – Blattes – ein Lichtreflektor. 1911.
- Nochmals die untere Kutikula des Taxus-Blattes. 1912.
- Bericht über die vom Naturwissenschaftlichen Verein der k.k. Universität Wien zu Pfingsten 1911 veranstaltete Reise nach Südkrain, Istrien und der Insel Arbe. 1914.
- Über einige antike Samen aus dem Orient. 1914.
- mit Albert Stummer: Die Rebenzüchtung in Südmähren. Ein Zehnjahresbericht 1922–1931. Prag 1932. (Sbornik výzkumných ústavu zemedelských CSR. 94.)
- Hofrat Prof. Dr. Dr. h. c. Richard Wettstein-Westersheim. 1932.
- Hofrat Prof. Dr. Dr. h. c. Erich Tschermak-Seisenegg zu seinem 60. Geburtstage. 1932.
- mit K. Lauche: Heterosis-Versuche an Karotten. 1938.
- Franz Schindler. 1938.
- Beitrag zur Xenienfrage bei Roggen. 1939.
- Neue Wege der Gurkenzüchtung. 1940.
- Versuch einer Bekämpfung der Mosaikkrankheit der Tomaten. 1940.
- Die züchterische Bedeutung der Remontierfähigkeit.
- Die Bedeutung der Züchtung von Heterosissorten. 1941.
- Welcher Artbildungsvorgang hat zur Domestikationsform Lycopersicum esculentum Mill. geführt? 1943.
- Die Praxis der Pflanzenzüchtung auf wissenschaftlicher Grundlage für Pflanzenzüchter, Studierende, Landwirte und Gärtner. Parey, Berlin 1951.